# 빈스 테일러

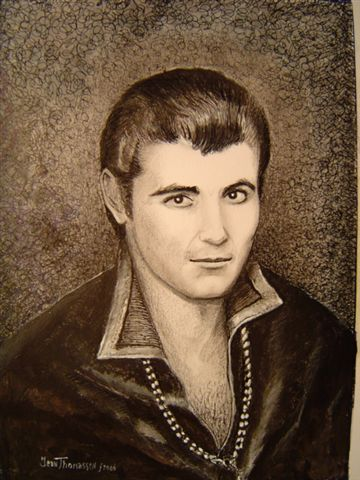

빈스 테일러(Vince Taylor, 1939년 7월 14일 ~ 1991년 8월 28일)는, 본명이 브라이언 모리스 홀든(Brian Maurice Holden)인 영국계 로큰롤 음악가다. 플레이보이스의 프론트맨으로 테일러는 프랑스 및 유럽 대륙에서 1950년 말에서 1960년대 초까지 인기를 구가했지만, 개인 문제와 마약 중독에 시달리며 무명으로 전락한다.

## 젊은 시절
테일러는 미들섹스 아일워스에서 성장했다. 7살 때 홀든 가족은 도미하여 뉴저지에 정착했고 아버지가 이곳에서 일자리를 구했다. 1955년 즈음 여자 형제 실라가 해나 바베라의 조 바베라와 결혼했다. 그 결혼으로 말미암아 가족은 캘리포니아로 이사하게 되며 테일러는 할리우드 고등학교에 입학한다. 10대 시절 테일러는 비행 수업을 수료하였고 조종사 자격증을 취득한다.

## 음악 경력
18세경 진 빈센트와 엘비스 프레슬리의 음악에 빠진 테일러는 아마추어 공연에서 노래를 하기 시작했다. 매부 사이인 바베라가 그의 매니저가 되었다. 바베라가 사업과 관련해 런던을 방문했을 때 테일러에게 합류할 것을 요청했다. 런던의 소호에서 테일러는 올드 콤프턴 스트리트에 위치한 더 2i's 커피 바를 찾았는데, 그곳에서 토미 스틸이 연주를 하고 있었다. 이곳에서 드러머 토니 미험 (이후 더 섀도스 소속)과 베이스 연주자 텍스 마킨스 (본명 앤소니 폴 마킨스, 1940년 7월 3일 미들섹스 웸블리 출생)을 만나게 된다. 이들은 플레이보이스를 이름으로 밴드를 결성했다. 팔 몰 담배갑을 찾던 중 그는 'In hoc signo vinces' 문구를 발견하였고 그는 무대 이름으로 빈스 테일러를 쓰기로 작심한다.
그의 첫 싱글은 1958년 팔로폰에서 발행된 〈I Like Love〉와 〈Right Behind You Baby〉이며 몇 달 뒤에 〈Brand New Cadillac〉을 뒷면에 취입한 〈Pledgin' My Love〉을 발매했다. 〈Brand New Cadillac〉는 이후 기타리스트 조 몰티가 자니 키드 앤 더 파이러츠의 〈Shakin' All Over〉에 수록한다. 팔로폰은 즉각적으로 반응이 오지 않자 탁탐치 않아 하며 음반 계약을 취소했다. 테일러는 팔레트 레코드로 이적하여 〈Jet Black Machine〉이 뒷면에 담긴 〈I'll Be Your Hero〉을 녹음한 뒤 1960년 8월 19일 발매했다. 1960년 4월 23일 ABC-TV의 새로운 주간 로큰롤 프로그램 《웸!》의 첫 화에서 테일러와 디키 프라이드, 빌리 퓨리, 조 브라운, 제시 콘라드, 리틀 토니, 자니 키드 앤 더 파이러츠가 출연했다.